# Sư đoàn Biệt động Texas
Sư đoàn Biệt động Texas (tiếng Anh: Texas Ranger Division), thường được gọi ngắn gọn là Biệt động Texas hoặc "Los Diablos Tejanos" — "những Ác quỷ Texas", là một cơ quan điều tra và thực thi pháp luật của Hoa Kỳ có thẩm quyền ở toàn bang Texas, trụ sở đặt tại thành phố thủ phủ bang Austin. Trong nhiều năm, Biệt động Texas đã điều tra từ các vụ giết người tới tham nhũng chính trị, tham gia kiểm soát bạo động, làm cảnh sát chìm, bảo vệ Thống đốc Texas, truy bắt tội phạm chạy trốn, và đảm nhiệm vai trò của một lực lượng bán quân sự của cả Cộng hòa Texas (1836–1845) và bang Texas sau này.
Biệt động Texas được thành lập một cách không chính thức bởi Stephen F. Austin khi kêu gọi vũ trang vào năm 1823, với lãnh đạo đầu tiên của đội là đại úy Morris. Sau hơn một thế kỷ, vào ngày 10/8/1835, Daniel Parker đã đề xuất một giải pháp lên chính quyền Texas nhằm thành lập một lực lượng biệt động để bảo vệ Biên giới México - Hoa Kỳ. Đơn vị này bị giải tán bởi chính quyền liên bang trong thời kỳ Tái thiết sau cuộc Nội chiến, nhưng không lâu sau đó lại được tái lập khi chính phủ tiểu bang được tái tổ chức. Từ năm 1935, lực lượng này trở thành một cơ quan thuộc Cục An toàn Cộng cộng Texas (Texas Department of Public Safety - TxDPS); nó cũng đảm nhiệm vai trò như một cơ quan điều tra tiểu bang của Texas. Vào năm 2019, Biệt động Texas có 166 sĩ quan có ngạch.
Đội Biệt động đã có mặt trong nhiều sự kiện quan trọng bậc nhất trong lịch sử Texas, ví dụ như ngăn cản vụ ám sát hai tổng thống William Howard Taft và Porfirio Díaz ở El Paso, và truy quét một số tên tội phạm khét tiếng trong lịch sử miền Tây hoang dã, như tay súng John Wesley Hardin, tên cướp nhà băng Sam Bass, và cặp đôi tội phạm Bonnie và Clyde. Rất nhiều cuốn sách đã được viết về đội Biệt động, từ các tác phẩm khảo cứu chuyên sâu đến tiểu thuyết ba xu và các loại sách báo khác, khiến Biệt động trở thành những nhân vật quan trọng trong các câu chuyện huyền thoại của miền Tây hoang dã. Lone Ranger có lẽ là ví dụ nổi tiếng nhất về một nhân vật hư cấu bắt nguồn từ Biệt động Texas, biệt danh của anh ta cho thấy anh từng là một Texas Ranger. Các ví dụ điển hình khác bao gồm series phát thanh và truyền hình Tales of the Texas Rangers, và một số vai diễn về Biệt động Texas, bao gồm vai Cordell Walker của diễn viên Chuck Norris trong loạt phim Walker, Texas Ranger.
Đội Biệt động được đánh giá là có ý nghĩa văn hóa sâu đậm đối với người Texian (những người Mỹ da trắng định cư ở Texas khi còn là một phần của Mexico) và sau này là người Texas (tiếng Anh: Texan) và được bảo vệ hợp pháp chống lại sự tan rã. Có một bảo tàng dành riêng cho Biệt động Texas được gọi là Bảo tàng và Đại sảnh Danh vọng Biệt động Texas ở  Waco, Texas,exas, nơi lưu giữ những ý nghĩa văn hóa của đội Biệt động.

## Lịch sử

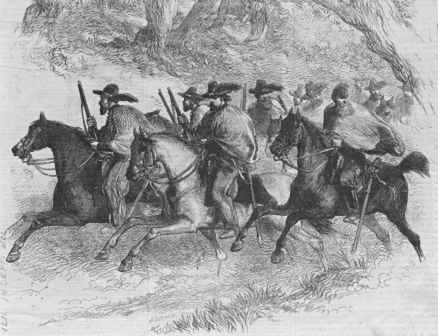
Tranh vẽ một nhóm Biệt động Texas khoảng năm 1845

Đội Biệt động được thành lập năm 1823 khi Stephen F. Austin, được biết đến là Cha đẻ của Texas, đã thuê 10 người đàn ông để bảo vệ  600 đến 700 gia đình mới đến định cư ở Texas thuộc Mexico sau Chiến tranh giành độc lập Mexico. Tuy có một số tranh luận về thời điểm Austin thực sự thuê những người đàn ông làm "biệt động" (ranger), Biệt động Texas vẫn ghi nhận 1823 là năm mình bắt đầu hoạt động. Biệt động Texas được thiết lập một cách chính thức vào năm 1835. Tháng 11 năm đó, Robert McAlpin Williamson được chỉ định làm sĩ quan thiếu tá đầu tiên của Biệt động Texas. Trong vòng 2 năm số lượng biệt động đã tăng tới hơn 300 người.
Sau Cách mạng Texas với sự ra đời của Cộng hòa Texas, tổng thống mới được bầu là Mirabeau B. Lamar (tổng thống dân cử thứ hai của nền Cộng hòa) đã tập hợp lực lượng gồm  56 biệt động để đánh nhau với thổ dân Cherokee và Comanche, một phần để trả thù việc những thổ dân này đã trợ giúp người Mexico trong cuộc khởi nghĩa Córdova chống lại nền Cộng hòa. Mười biệt động thiệt mạng trong trận Stone Houses năm 1937. Lực lượng đội BIệt động đã được tổng thống Sam Houston tăng từ 56 lên 150 người năm 1841 khi ông đắc cử chức tổng thống lần thứ hai.
Sư đoàn Biệt động tiếp tục giao chiến với người Mỹ bản địa trong suốt năm 1846 khi Hoa Kỳ sáp nhập Texas và một số đại đội Biệt động gia nhập quân đội Liên bang trong Chiến tranh Hoa Kỳ–Mexico. Họ đã đóng vai trò quan trọng trong nhiều trận đánh, với nhiệm vụ dẫn đường cũng như tiêu diệt quân du kích. Những Biệt động này nhanh chóng trở nên "khét tiếng" với cả người Mexico và người Mỹ. Trong trận Monterrey diễn ra vào tháng 9/1846, những Biệt động Texas nổi tiếng như John Coffee "Jack" Hays, Ben McCulloch, Wallace Chân To và Samuel Hamilton Walker đã lập nhiều chiến công, trong đó phải kể đến việc cố vấn cho Tướng William Jenkins Worth về các chiến thuật cần thiết để chiến đấu bên trong một thành phố Mexico. Richard Addison Gillespie, một Biệt động Texas trứ danh, đã hi sinh tại Monterrey, và tướng Worth đã đặt tên "Mount Gillespie" cho một ngọn núi để tưởng nhớ anh. Đại tá Hays đã tổ chức một trung đoàn Biệt động Texas thứ hai, trong đó có Rip Ford, người đã chiến đấu bên tướng Winfield Scott trong Chiến dịch Thành phố Mexico và chiến dịch chống du kích dọc theo đường liên lạc của ông đến Vera Cruz.:60
John Jackson Tumlinson Sr., thẩm phán đầu tiên của quận Colorado, được nhiều sử gia về Biệt động Texas xác định là biệt động đầu tiên bị giết trong khi làm nhiệm vụ. Một trong những vấn đề cấp bách nhất của ông là bảo vệ những người định cư khỏi nạn trộm cướp và giết người bởi những kẻ du đảng. Khi đang trên đường đến San Antonio năm 1823 để bàn thảo vấn đề này với thống đốc, Tumlinson bị thổ dân châu Mỹ giết chết. Người đồng hành của ông là Newman trốn thoát đựoc. Thi thể của Tumlinson không bao giờ được tìm thấy.
Sau khi chiến tranh kết thúc năm 1848, nhóm Biệt động bị giải tán gần hết. Nhưng khi Hardin Richard Runnels được bầu làm thống đốc năm 1857, một khoản ngân sách trị giá 70.000 USD đã được chi cho Biệt động Texas dưới sự chỉ huy của John Salmon "Rip" Ford,:223 một cựu chiến binh chiến tranh Mexico. Lúc này 100 biệt động được trang bị đầy đủ đã tham gia vào các chiến dịch chống lại người Comanche và các bộ lạc khác vì họ thường xuyên đột kích người da trắng và cướp bóc tài sản. Ford và đội biệt động của mình đã giao chiến với người Comanche trong trận Little Robe Creek năm 1858 và đánh nhau với Juan Cortina (kẻ sống ngoài vòng pháp luật người Mexico)  trong trận Rio Grande City vào năm 1859.:236, 275
Sự thành công của hàng loạt chiến dịch trong thập niên 1860 có ý nghĩa bước ngoặt trong lịch sử Biệt đội Texas. Quân đội Hoa Kỳ chỉ có thể cung cấp sự bảo vệ có giới hạn và dàn mỏng trong lãnh thổ rộng lớn của Texas. Ngược lại, Biệt động Texas hoạt động khá hiệu quả, khiến cho cả người dân trong bang lẫn các nhà lãnh đạo cho rằng cần thiết có một lực lượng Biệt động bang có tổ chức và nguồn tài chính mạnh. Lực lượng này có lợi thế là quá quen thuộc với lãnh thổ bang và hiểu rõ địa hình chiến đấu. Tuy nhiên, quan điểm này không kéo dài lâu, khi những vấn đề chính trị quốc gia đang nổi lên (khúc đầu của Nội chiến Hoa Kỳ), và quân Biệt động lại bị giải tán.
Nhiều Biệt động đã nhập ngũ để chiến đấu cho Liên minh miền Nam sau khi Texas ly khai khỏi Hoa Kỳ vào năm 1861 trong cuộc nội chiến. Năm 1870, trong thời kỳ Tái thiết, quân Biệt động bị thay thế trong một khoảng thời gian ngắn bằng một lực lượng do Liên bang kiểm soát gọi là Cảnh sát bang Texas, lực lựong này giải tán chỉ ba năm sau đó.

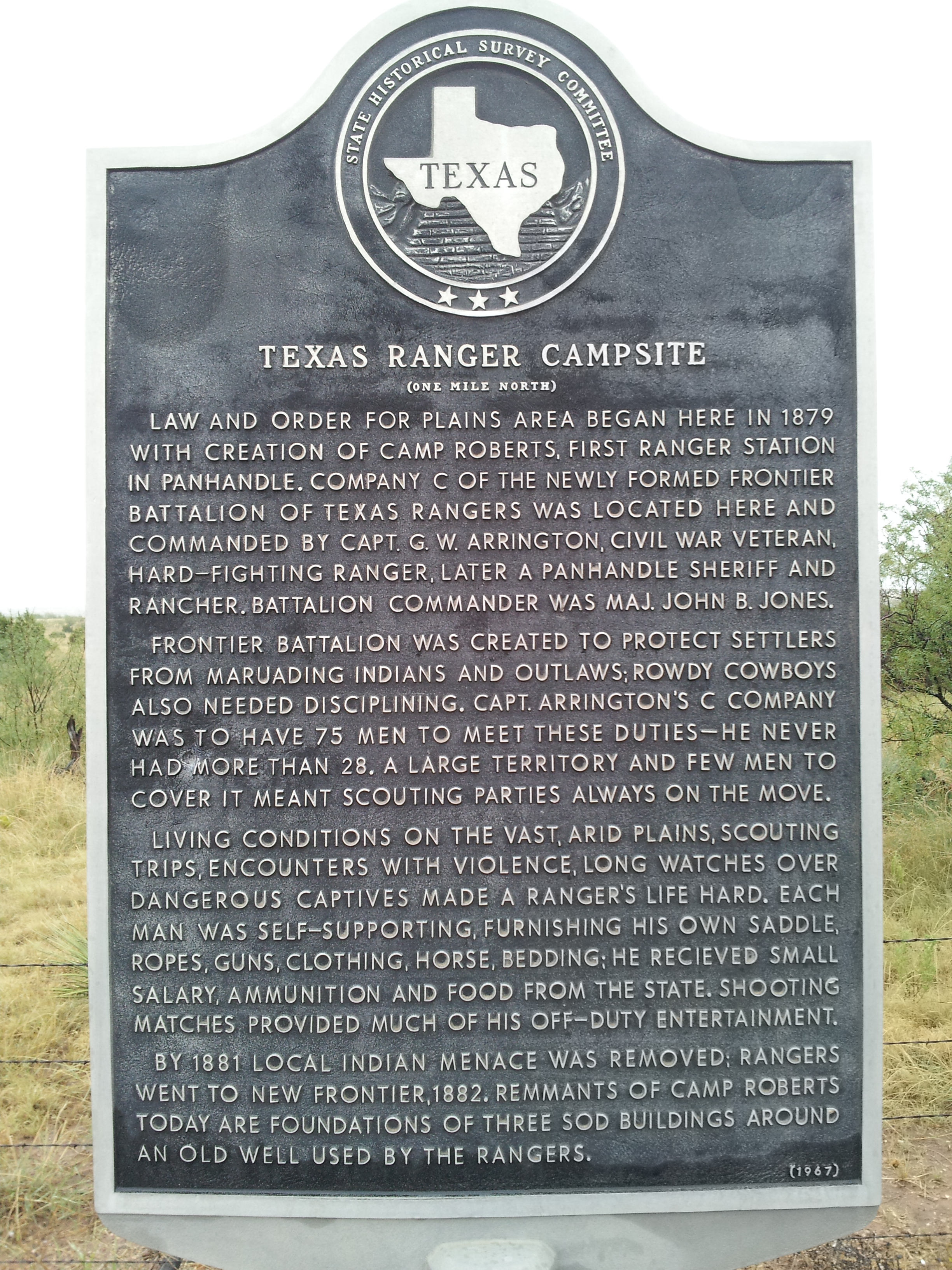
Bia ghi các sự kiện lại Trại Roberts của Biệt động ở hẻm núi Blanco

Cuộc tuyển cử tiểu bang năm 1873 đã bầu lên thống đốc Richard Coke và cơ quan lập pháp bang đề nghị tái lập Biệt động Texas.☃☃rong thời gian này, nhiều huyền thoại về Biệt động đã ra đời, ví dụ như đội Biệt động đã bắt được hoặc hành quyết nhiều tên tội phạm sừng sỏ, trong đó phải kể đến kẻ cướp ngân hàng Sam Bass và tay súng John Wesley Hardin, đội Biệt động đã tham gia trận đánh Hạt Mason, vụ án Horrell-Higgins, và đóng vai trò quyết định trong việc đánh bại người Comanche, Kiowa và Apache. Người Apache "khiếp sợ Biệt động Texas... những người luôn nạp đạn đầy súng và có mục tiêu không gì lay động; họ ngủ trên yên ngựa và ăn trong khi cưỡi ngựa, hoặc làm việc mà không cần ăn và ngủ... khi họ lần ra dấu vết của chúng tôi, họ kiên trì đuổi theo và bám sát ngày và đêm." Trong suốt những năm đó, đội Biệt động chỉ bị đánh bại một lần khi họ đầu hàng trong trận Salinero Revolt năm 1877.
Mặc dù nổi tiếng về những chiến công, hành động của các Biệt động trong thời kỳ này là quá mức phi pháp. Cụ thể, Leander H. McNelly và người của ông ta đã sử dụng các phương pháp tàn nhẫn không kém gì quân địch, chẳng hạn như tham gia vào các vụ hành quyết kẻ thù nhanh gọn mà không qua xét xử và hỏi cung bằng cách tra tấn và đe dọa.

Đại úy Monroe Fox và hai biệt động khác ngồi trên lưng ngựa giữ dây thừng buộc thi thể của những người Mexico đã chết sau cuộc đột kích Norias Ranch ngày 8 tháng 8 năm 1915

Đội Biệt động sau đó đã hoạt động tích cực trong cuộc gặp thượng đỉnh giữa Tổng thống Hoa Kỳ William Howard Taft và Tổng thống México Porfirio Díaz năm 1909, ngăn chặn một vụ ám sát nhắm đến cả hai vị tổng thống, cũng như trong suốt Cách mạng México (1910-1920). Việc những người Mexico bên kia biên giới phá vỡ luật lệ và trật tự, cùng với việc thiếu sự hiện diện của quân đội liên bang đồng nghĩa với việc đội Biệt động một lần nữa được huy động để khôi phục và duy trì luật pháp và trật tự, bằng bất kỳ phương tiện cần thiết nào, điều này một lần nữa dẫn đến sự lạm quyền. Tuy nhiên, tình hình buộc tiểu bang phải bổ nhiệm hàng trăm Biệt động đặc biệt mới, mà đã bỏ qua việc sàng lọc cẩn thận các thành viên có nguyện vọng. Sư đoàn Biệt động bị quy trách nhiệm cho một số sự cố mà sự cố cuối cùng là cuộc thảm sát nam giới của một cộng đồng ít người ở  Porvenir, Texas (15 thanh niên và đàn ông người Mexico tuổi từ 16 đến 72) nằm sát biên giới với Mexico ở phía tây quận Presidio ngày 28 tháng 1 năm 1918. Trong vòng chưa tới 10 năm, hàng nghìn người đã mất mạng, trong đó có cả người Texas và người Mexico. Trong tháng 1 năm 1919, một cuộc điều tra được thực hiện bởi nhà lập pháp bang Texas José Tomás Canales đã phát hiện ra có từ 300 tới 5.000 người, phần lớn là dân gốc Tây Ban Nha, đã bị Biệt động Texas giết từ 1910 tới 1919, và các thành viên của Sư đoàn có dính líu tới nhiều hành vi tàn bạo và bất công. Biệt động Texas được cải tổ theo nghị quyết của cơ quan lập pháp vào năm 1919, theo đó các nhóm Biệt động đặc biệt bị giải tán và một hệ thống khiếu kiện được thiết lập.
Đại khủng hoảng đã buộc cả chính quyền liên bang và tiểu bang phải cắt giảm nhân sự và ngân sách các cơ quan của mình. Quân số chính thức của Biệt động giảm còn 45 người, phuơng tiện di chuyển duy nhất của họ là đi tàu hỏa miễn phí, hoặc không thì phải cưỡi ngựa của chính mình. Lực lượng này càng suy yếu sau khi ủng hộ Thống đốc Ross Sterling trong chiến dịch tái tranh cử, nhưng người chiến thắng lại là đối thủ của ông, bà Miriam Amanda "Ma" Ferguson. Bà ta đã cho giải ngũ tất cả sĩ quan Biệt động năm 1933.
Sau đó, sự vô tổ chức trong việc thực thi pháp luật trong tiểu bang đã khiến Cơ quan lập pháp phải thuê một công ty tư vấn để tổ chức lại các cơ quan an ninh của tiểu bang. Các nhà tư vấn khuyến nghị nên hợp nhất Đội Biệt động với Đội Tuần tra Xa lộ Texas thành một cơ quan mới có tên là Cục An toàn Công cộng Texas. Sự thay đổi này đã diễn ra vào năm 1935, với ngân sách ban đầu là 450.000 USD. Ngoài một số cải tổ nhỏ trong những năm qua, lần cải cách năm 1935 vẫn được áp dụng cho Biệt động Texas cho đến ngày nay. Việc tuyển dụng thành viên mới, phần lớn là một quyết định chính trị, được thực hiện qua một loạt các kỳ kiểm tra và đánh giá thành tích. Các sĩ quan Biệt động thăng tiến dựa trên thâm niên và hiệu suất khi thi hành nhiệm vụ. Ngày nay, Sư đoàn Biệt động Texas có tầm quan trọng lịch sử và tính biểu tượng đến mức họ được bảo vệ theo một quy chế để không bao giờ bị giải tán.